# Клатешти (Калараш)
Клатешти (рум. Clătești) насеље је у Румунији у округу Калараш у општини Митрени. Oпштина се налази на надморској висини од 21 m.

## Становништво
Према подацима из 2002. године у насељу је живело 654 становника, од којих су сви румунске националности.